# Xã Bloomfield, Quận Jackson, Ohio
Xã Bloomfield (tiếng Anh: Bloomfield Township) là một xã thuộc quận Jackson, tiểu bang Ohio, Hoa Kỳ. Năm 2010, dân số của xã này là 1.139 người.